# Microcrambus hector
Microcrambus hector là một loài bướm đêm trong họ Crambidae.